# Tính đồng nhịp

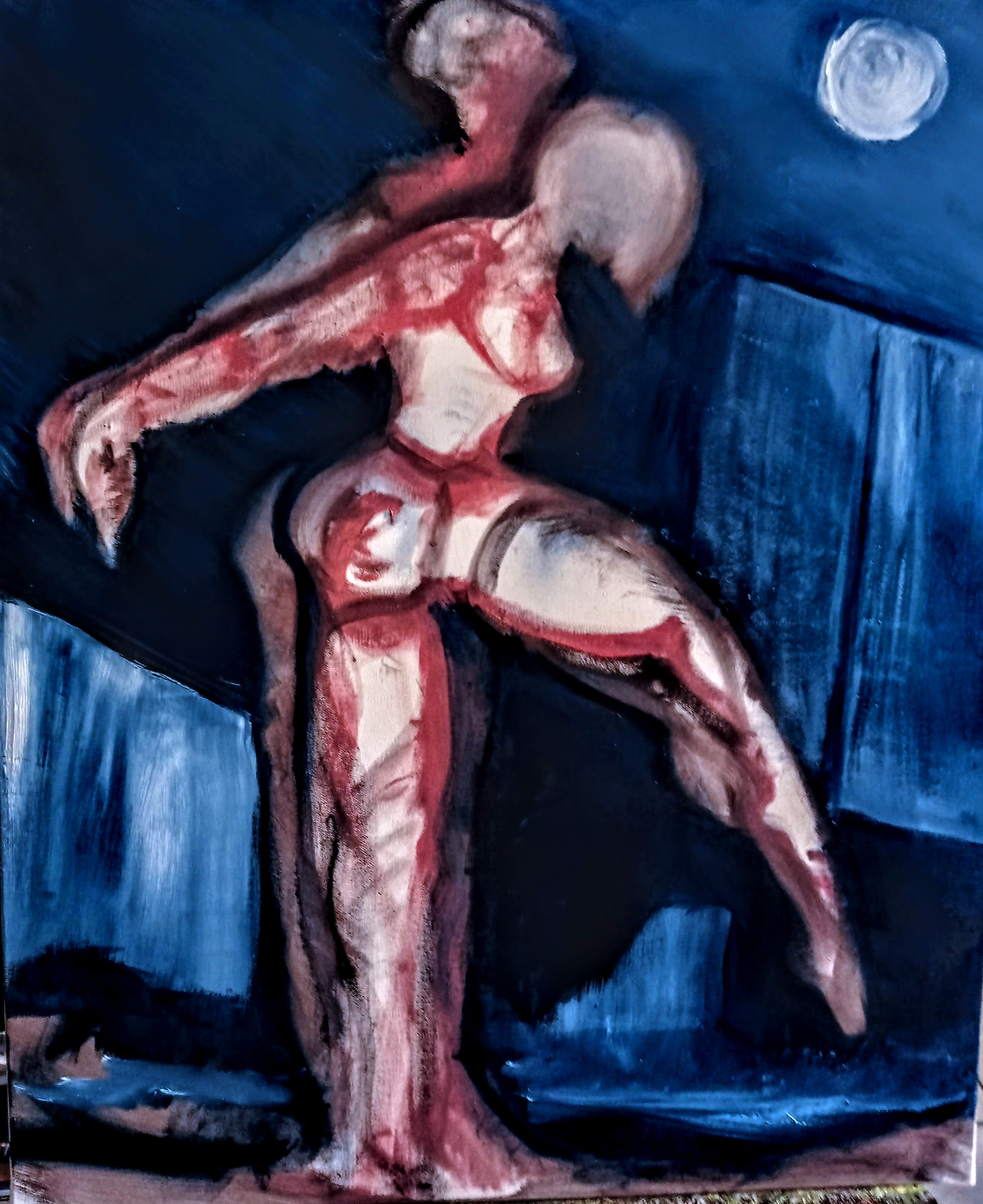
Tác phẩm Tính đồng nhịp (Synchronicity)

Tính đồng nhịp (tiếng Anh: Synchronicity; tiếng Đức: Synchronizität) hay đồng phương tương tính được Carl Jung định nghĩa là một "nguyên lý liên hệ phi nhân quả" hay nguyên lý trùng ứng hoặc nguyên tắc kết nối phi nhân quả còn được gọi là sự đồng hiện hay ngẫu nhiên có ý nghĩa là một khái niệm được nhà tâm thần học Carl Jung, người sáng lập ra tâm lý học phân tích đề ra để mô tả các sự kiện trùng hợp về mặt thời gian và có vẻ có liên quan có ý nghĩa, nhưng lại thiếu mối liên hệ nhân quả có thể khám phá được. Đây chính là nguyên lý về sự trùng hợp có ý nghĩa của hai hay nhiều sự kiện, trong đó không tồn tại một mối liên hệ nhân quả nào giữa chúng. Carl Jung cho rằng đây là một chức năng lành mạnh của tâm trí, mặc dù nó có thể trở nên có hại trong chứng bệnh loạn thần (Psychosis), đó là khoảnh khắc một sự kiện trong thế giới nội tâm (một suy nghĩ, một giấc mơ, một cảm xúc thoáng qua) lại trùng khớp một cách đầy ý nghĩa với một sự kiện trong thế giới bên ngoài mà không thể giải thích được bằng logic thông thường. 

## Đại cương
Carl Jung nhận thấy rằng các sự kiện đồng nhịp thường không xảy ra một cách ngẫu nhiên mà có xu hướng xuất hiện vào những thời điểm quan trọng trong cuộc đời một người, đặc biệt là khi một nguyên mẫu (Archetype) từ vô thức tập thể đang được kích hoạt mạnh mẽ. Năng lượng tâm lý khổng lồ của nguyên mẫu dường như có khả năng "sắp đặt" (set up) hoặc tạo ra sự cộng hưởng với các sự kiện trong thế giới bên ngoài, tạo ra những sự trùng hợp có ý nghĩa để dẫn dắt hoặc cảnh báo. Trong tình yêu thì đó là sự trùng hợp như một phép màu. Đó là khi hai người thu hút lẫn nhau, phải lòng nhau thông qua sự phóng chiếu tâm lý. Một người đàn ông sẽ vô thức phóng chiếu cái Anima (ẩn nữ) lý tưởng của mình lên một người phụ nữ, anh ta không yêu con người thật của cô ấy, mà yêu chính hình ảnh tâm thức của mình mà anh ta nhìn thấy ở cô (như là "người tình trong mộng"). Tương tự, một người phụ nữ sẽ phóng chiếu cái Animus (ẩn nam) của mình, cô ta không yêu anh ta, thứ cô ta yêu là sự phản chiếu của chính mình, từ đó tạo ra sức hút mãnh liệt, cảm giác "đây chính là người đó" ("Đồng thanh tương ứng, đồng khí tương cầu" hay "Ngưu tầm ngưu, mã tầm mã"), sự đồng điệu trong tâm hồn, rồi sau đó thì sự đồng nhịp chính là chất xúc tác, là những "phép màu" khiến cho cuộc gặp gỡ đó mang cảm giác của định mệnh. Những sự kiện này tạo ra một cảm giác rằng dường như "vũ trụ đang sắp đặt", rằng mối quan hệ này là "được định sẵn" ("Hữu duyên thiên lý năng tương ngộ"/"Duyên tiền định"). Carl Jung đã phát triển lý thuyết này như một nguyên lý phi nhân quả giả định, đóng vai trò là mối liên hệ liên chủ thể hoặc khách quan về mặt triết học giữa những sự trùng hợp ngẫu nhiên có vẻ có ý nghĩa này. Sau khi đặt ra thuật ngữ này vào cuối những năm 1920. Carl Jung đã phát triển khái niệm này với nhà vật lý Wolfgang Pauli thông qua trao đổi thư từ và trong tác phẩm năm 1952 giữa họ mang tựa đề Diễn giải về thiên nhiên và tâm thức.